# 巴斯縣 (維吉尼亞州)
巴斯县（英語：Bath County）是美国弗吉尼亚州西部的一個縣，西界西維吉尼亞州，面積1,384平方公里。根據2020年美國人口普查，共有人口4,209人。縣治暖泉（Warm Springs）。巴斯縣成立於1790年12月14日，縣名來自當地的硫磺溫泉（巴斯是英国著名的溫泉城）。